# Río Yaguachi
El río Yaguachi es un río de la provincia ecuatoriana de Guayas, en la vertiente pacífica del país. Atraviesa el cantón Yaguachi y nace de la unión de los ríos Milagro, Chimbo y Chanchán. Desemboca a su vez en el río Babahoyo, que eventualmente se une al Daule para formar el río Guayas.

## Historia
Antes de tener su nombre actual era conocido como Río Chono, nombre con el que se designaba a los miembros de la Cultura Milagro-Quevedo, que habitaban la zona.
La desembocadura del río Yaguachi fue el sitio elegido por Francisco de Orellana en 1537 para establecer la ciudad de Guayaquil, que en ese entonces llevaba el nombre de Santiago de Nueva Castilla. No obstante, los enfrentamientos entre los simpatizantes de Diego de Almagro y los de Francisco Pizarro llevaron al capitán Francisco de Olmos a trasladar la ciudad en 1547 a su ubicación actual.
Durante la época colonial, el río era utilizado para transportar los productos de la Región Sierra a la Costa y viceversa.